# 黄色飘拂草
黄色飘拂草（学名：Fimbristylis sericea），又名绢毛飘拂草，为莎草科飘拂草属下的一个种。

## 扩展阅读
- 維基物種上的相關：黄色飘拂草